# Jeremy M. Berg

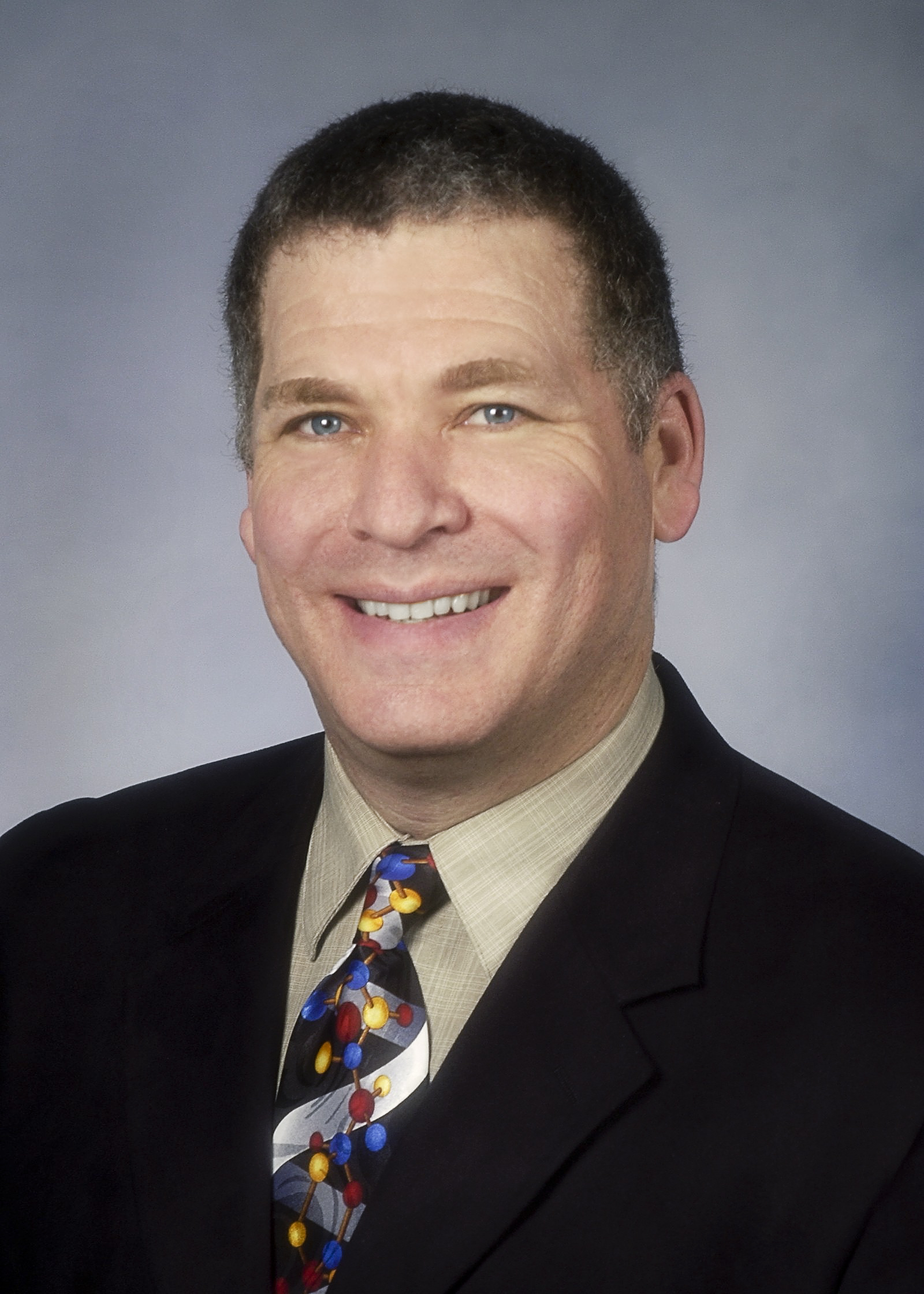
Jeremy M. Berg

Jeremy Mark Berg (* 10. April 1958) ist ein US-amerikanischer Biochemiker.
Berg studierte Chemie an der Stanford University mit dem Bachelor- und Master-Abschluss 1980 und wurde 1985 an der Harvard University promoviert. Er war ab 1985 an der Fakultät der Johns Hopkins University und dort Direktor des Institute for Basic Biomedical Sciences, Professor und Leiter der Abteilung Biophysik und Biophysikalische Chemie. 1988 wurde er Sloan Research Fellow. Im November 2003 wurde er Direktor des National Institute of General Medical Sciences (NIGMS) der National Institutes of Health. 2011 wurde er Associate Vice Chancellor for Health Policy and Planning an der Universität Pittsburgh. Er ist Direktor des Instituts für personalisierte Medizin des University of Pittsburgh Medical Center (UPMC) und Professor für Computerbiologie und Systembiologie.
Berg ist für Arbeiten über Zinkfingerproteine bekannt, die an DNA oder RNA binden und eine Rolle bei der Kontrolle der Genexpression spielen. Er sagte die dreidimensionale Struktur des Zinkfingerproteins TFIIIA vorher, was später experimentell bestätigt wurde. Er arbeitete auch an der Synthese von Zinkfingerproteinen um gezielt in die Genexpression einzugreifen.
Er ist Koautor der neueren Auflagen des bekannten Biochemie-Lehrbuchs von Lubert Stryer.
Am 1. Juli 2016 wurde er als Nachfolger von Marcia McNutt Chefredakteur der Science-Journals.
2012 wurde er Präsident der American Society for Biochemistry and Molecular Biology. 1993 erhielt er den American Chemical Society Award in Pure Chemistry, 2011 den Public Service Award der American Chemical Society und 1988 einen Presidential Young Investigator Award. 2007 wurde er Fellow der American Association for the Advancement of Science. 1995 erhielt er den Eli Lilly Award in Biological Chemistry und wurde Maryland Outstanding Young Scientist of the Year. 2010 wurde er in das Institute of Medicine der National Academies gewählt, 2017 in die American Academy of Arts and Sciences.
Seine Frau Wendie Berg ist Professorin für Radiologie in Pittsburgh.

## Schriften
- mit Lubert Stryer, John L. Tymoczko: Biochemistry, 6. Auflage, Spektrum 2007
  - Englische Ausgabe: Biochemistry, Freeman/Macmillan, 8. Auflage 2015 (zusätzlich mit Gregory J. Gatto)
- mit Stephen J. Lippard: Bioanorganische Chemie, Spektrum Akademischer Verlag 1995 (Original: Principles of Bioinorganic Chemistry, Mill Valley: University Science Books 1994)
- mit Kirstie Saltsman, Gordon Tomaselli: A Clinical Companion to Accompany Biochemistry, Freeman 2002